# Dhonata Augusto
Dhonata Augusto Nestor da Silva (Duque de Caxias, 11 de novembro de 1996) é um ator, rapper e compositor brasileiro.

## Biografia
Dhonata nasceu no bairro de Santa Cruz da Serra em Duque de Caxias, na região da baixada fluminense no Rio de Janeiro, mas foi criado no Morro do Vidigal. Foi lá que em 2007, aos 11 anos, sua mãe o convenceu a fazer um teste para ingressar no grupo de teatro Nós do Morro. Dhonata passou no teste, e o grupo de teatro comandando pelo professor Guti passou a ser a sua segunda casa. Em 2012 fez seu primeiro papel na TV onde deu vida ao personagem "Geraldinho" na séria Suburbia, da Rede Globo. 
Após diversos trabalhos no cinema e na TV, foi selecionado entre 580 atores de diversos estados brasileiros para ser um dos protagonistas da nova temporada de Malhação - Vidas Brasileiras, prevista para estrear no primeiro semestre de 2018. 
Além de atuar, Dhonata, também faz parte de um grupo musical chamado Azamat Flins. É praticamente dos esportes parkour e free running.

### Carreira Internacional
Em 2014 foi Heitor no longa-metragem "Bach in Brazil", um filme alemão com co-produção brasileira do diretor Ansgar Ahlers. Lançado na Europa  em 2016 e no Brasil em 2017, o filme ficou em cartaz por mais de cinco meses em 50 cidades da Alemanha. Segundo a Ancine, foi o longa brasileiro mais visto na Alemanha em 2016. Com o sucesso, foi exibido na noite de Natal daquele ano, pela ZDF, uma das maiores emissoras de TV aberta do continente europeu. A produção também recebeu diversos prêmios importantes, um deles da FBW, uma das mais importantes revistas alemãs especializada em filmes e mídias.   Uma das estrelas da produção, Dhonata viajou duas vezes para a Alemanha para o lançamento e promoção do filme por todo o país. 
Em 2017 participou do longa-metragem americano Pacifild, previsto para estrear em 2018.

## Filmografia

### Televisão
| Ano           | Título                          | Personagem / Cargo | Notas                                |
| ------------- | ------------------------------- | ------------------ | ------------------------------------ |
| 2012          | Suburbia                        | Geraldinho         |                                      |
| 2016          | Conselho Tutelar                | Salsicha           |                                      |
| 2016          | Totalmente Demais               | Braço              |                                      |
| 2017          | Enredo de Bamba                 | Paçoca             | Episódio: "Sequestraram Minha Sogra" |
| 2017          | Sob Pressão                     | Bradepit           | Episódio: "25 de julho"              |
| 2017          | 1 Contra Todos                  | Marginal           |                                      |
| 2017          | Tô de Graça                     | Piolho             | Episódio: "Boa Pedida"               |
| 2018          | Cidade dos Homens               | Sinistro           | Episódio: "Carga Pesada"             |
| 2018–19       | Malhação: Vidas Brasileiras     | Leandro de Jesus   |                                      |
| 2019–21       | Amor de Mãe                     | Vapor              |                                      |
| 2021          | Um Lugar ao Sol                 | Caio               | Episódio: "3 de dezembro"            |
| 2022–presente | Encantado's                     | Pedro              |                                      |
| 2023–24       | Dom                             | Rodolfo Quinado    |                                      |
| 2024          | Cidade de Deus: A Luta Não Para | Delano             |                                      |

### Cinema
| Ano  | Título                                                        | Personagem   |
| ---- | ------------------------------------------------------------- | ------------ |
| 2017 | Praça Paris                                                   |              |
| 2017 | 10 Segundos                                                   | Eloy Sanchez |
| 2017 | Bach in Brazil                                                | Heitor       |
| 2017 | Kaiser: The Greatest Footballer Never to Have Played Football |              |
| 2017 | Pacifild                                                      | Dudu         |

## Teatro
| Ano  | Título'                       |
| ---- | ----------------------------- |
| 2013 | Os dois cavalheiros de Verona |